# Jennifer – Sehnsucht nach was Besseres
Jennifer – Sehnsucht nach was Besseres ist eine deutsche Comedy-Fernsehserie des Norddeutschen Rundfunks (NDR). Regie führt Lars Jessen und die Drehbücher stammen von Andreas Altenburg und Harald Wehmeier. Olli Dittrich spielt eine der Hauptrollen.

## Handlung
Die 29-jährige Jennifer lebt gemeinsam mit ihrer Großmutter Margret in Neu Wulmstorf und träumt vom sozialen Aufstieg. Sie arbeitet ungelernt in einem Friseursalon, den der schrullige Dietmar nach der Selbsttötung seines Mannes Sandro mit strenger Hand leitet; Inhaberin ist seine herrische Schwiegermutter Edith. Schwerpunkt der Episoden ist jeweils der Versuch Jennifers, aus ihrem eintönigen Leben auszubrechen und ihre berufliche und soziale Situation durch mehr oder weniger erfolgreiche Maßnahmen zu verbessern.

## Besetzung

### Hauptdarsteller
Sortiert nach der Reihenfolge des Einstiegs.
| Schauspieler        | Rolle          | Episoden  | Zeitraum  |
| ------------------- | -------------- | --------- | --------- |
| Katrin Ingendoh     | Jennifer       | 1–9       | 2015–2019 |
| Olli Dittrich       | Dietmar        | 1–4, 7–9  | 2015–2019 |
| Laura Lo Zito       | Melanie        | 1–9       | 2015–2019 |
| Doris Kunstmann     | Oma Margret    | 1–9       | 2015–2019 |
| David Bredin        | Ronny Kröhnke  | 1–9       | 2015–2019 |
| Annika Martens      | Bettina        | 1–9       | 2015–2019 |
| Angelika Thomas     | Edith          | 1, 3–4, 9 | 2015–2019 |
| Jan Peter Heyne     | Günther        | 1–3       | 2015      |
| Ulrich Bähnk        | Manni Schweers | 2, 4–7    | 2015–2019 |
| Klaas Heufer-Umlauf | Ingo Albrecht  | 4–9       | 2018–2019 |
| Wilfried Dziallas   | Horst          | 4–9       | 2018–2019 |

### Gastdarsteller (Auswahl)
- Jan Georg Schütte (Episode 2)
- Brigitte Janner (Episode 6 & 9)
- Ludger Pistor (Episode 7 & 9)
- Rocko Schamoni (Episode 8)
- Linda Zervakis (Episode 8)
- Olaf Malolepski (Episode 8)

## Episodenliste
| Staffel | Episode | Episodentitel      | Erstausstrahlung Deutschland |
| ------- | ------- | ------------------ | ---------------------------- |
| 1       | 1       | Der Hairbeamer     | 23.12.2015                   |
| 1       | 2       | Die Eventmanagerin | 23.12.2015                   |
| 1       | 3       | Die Maklerin       | 26.12.2015                   |
| 2       | 4       | Der Hochzeitstag   | 02.01.2018                   |
| 2       | 5       | Der Beautykanal    | 02.01.2018                   |
| 2       | 6       | Comfort Lingerie   | 02.01.2018                   |
| 3       | 7       | Der Hundesalon     | 02.01.2019                   |
| 3       | 8       | Voice of Wulmstorf | 03.01.2019                   |
| 3       | 9       | Die Meisterschaft  | 03.01.2019                   |

## Auszeichnungen
Jennifer – Sehnsucht nach was Besseres wurde mit dem Deutschen Comedypreis 2018 in der Kategorie „Beste Sitcom“ ausgezeichnet.

## Rezension
Süddeutsche.de äußerte sich positiv: „Es passiert nicht viel in den dreimal 25 Minuten, die der NDR in dieser Woche zeigt, aber darum geht es hier auch nicht. Es gibt stattdessen Dialoge, die möchte man aufschreiben und an die Wand hängen, und sie werden immer besser, je öfter man sie hört.“ Die Onlineausgabe der Frankfurter Rundschau schreibt unter dem Titel Ein Häufchen eitlen Elends: „Dittrich spielt den „fiese Möpp“ so lebensecht wie seinen „Dittsche“ und zeigt nach der Beckenbauer-Parodie erneut, wie wandlungsfähig er ist.“ Zeit Online urteilte: „Wenn schon der Titel mit einem Grammatikfehler kokettiert, dann ist jener Humor zu vermuten, mit dem der Kulturbürger seine Allüren unterfüttert.“

## Verwertung
Die DVD zur ersten Staffel wurde am 15. Januar 2016 veröffentlicht.